# 232949 Muhina
232949 Muhina è un asteroide della fascia principale. Scoperto nel 2005, presenta un'orbita caratterizzata da un semiasse maggiore pari a 3,0779909 UA e da un'eccentricità di 0,1950460, inclinata di 1,57461° rispetto all'eclittica.
L'asteroide è dedicato al museo di storia naturale (in francese Musée d'histoire naturelle) di Friburgo in Svizzera.